# (37869) 1998 FN21
1998 FN21 (asteroide 37869) é um asteroide da cintura principal. Possui uma excentricidade de 0.26079410 e uma inclinação de 4.52707º.
Este asteroide foi descoberto no dia 20 de março de 1998 por LINEAR em Socorro.